# 김영택 (다이빙 선수)
김영택(2001년 8월 24일~)은 대한민국의 다이빙 선수이다. 그는 2020년 하계 올림픽에 대한민국 국가대표로 참가했다. 
형 김영남도 다이빙 선수이다.